# Ștefan Erdélyi
Ștefan Erdélyi (ur. 17 listopada 1905 w Timișoarze, zm. 26 października 1968 w Reșița) – rumuński szachista, mistrz międzynarodowy od 1950 roku.

## Kariera szachowa
W latach 30. i 40. XX wieku należał do ścisłej czołówki rumuńskich szachistów. Sześciokrotnie zdobył medale indywidualnych mistrzostw kraju: 3 złote (1931, 1934, 1949), 2 srebrne (1930, 1948) oraz brązowy (1935). Dwukrotnie (Praga 1931, Warszawa 1935) uczestniczył w szachowych olimpiadach. W 1947 r. wystąpił w reprezentacji kraju na drużynowych mistrzostwach krajów bałkańskich, natomiast w 1955 r. w drużynowym meczu Rumunii z Francją, wygrywając obie partie.
Odniósł kilka sukcesów w turniejach międzynarodowych, m.in.: IV m. w Bukareszcie (1925), dz. V-VI m. w Budapeszcie (1934) oraz dz. IV-V m. w Klosterneuburgu (1934).
Według retrospektywnego systemu Chessmetrics, najwyżej sklasyfikowany był w czerwcu 1933 r., zajmował wówczas 85. miejsce na świecie.